# Kafr Dżanna
Kafr Dżanna (arab. كفر جنة) – wieś w Syrii, w muhafazie muhafazie Aleppo. W 2004 roku liczyła 459 mieszkańców.